# Attitude City
Attitude City är komedigruppen Ninja Sex Partys tredje studioalbum släppt 17 juli 2015. Alla låtar förutom "Intro (Attitude)", "Dubstep", "Buttsex Goldilocks" och "Outro (City)" var släppta som singlar.
Sputnikmusic gav albumet 5 av 5 i betyg.

## Låtlista
Alla låtar är skrivna och komponerade av Dan Avidan och Brian Wecht. 
| Nr  | Titel                       | Längd |
| --- | --------------------------- | ----- |
| 1.  | "Intro (Attitude)"          | 1:16  |
| 2.  | "Road Trip"                 | 2:46  |
| 3.  | "Attitude City"             | 3:10  |
| 4.  | "Why I Cry"                 | 3:04  |
| 5.  | "Dubstep"                   | 0:16  |
| 6.  | "Dragon Slayer"             | 3:19  |
| 7.  | "Party of Three"            | 3:22  |
| 8.  | "Buttsex Goldilocks"        | 0:38  |
| 9.  | "Samurai Abstinence Patrol" | 2:52  |
| 10. | "Peppermint Creams"         | 2:26  |
| 11. | "Cookies!"                  | 1:24  |
| 12. | "6969"                      | 8:29  |
| 13. | "Outro (City)"              | 0:49  |